# واکنش همزمان

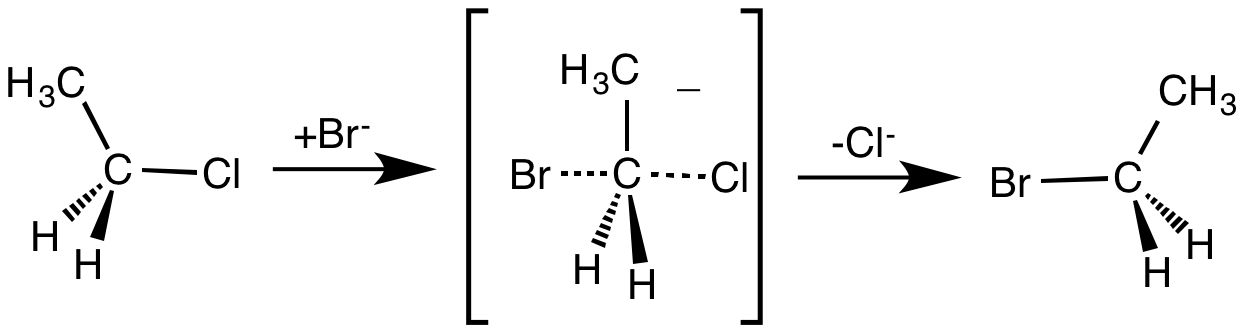
واکنش جانشینی هسته‌دوستی دومولکولی یک یون برمید با کلرواتان در inversion

واکنش همزمان (concerted reaction) واکنش شیمیایی است که در آن شکسته شدن پیوندها و برقراری پیوندهای تازه همگی در یک گام روی می‌دهد. واکنش دارهای میانجی یا دیگر میانجی‌های ناپایدار با انرژی بالا در این گونه واکنش‌ها درگیر نیستند. سرعت واکنش‌های همزمان معمولاً به قطبیت شیمیایی حلال وابسته نیست.
از جمله واکنش‌های همزمان می‌توان به واکنش جانشینی هسته‌دوستی دومولکولی، واکنش‌های پریسیکلیک و برخی واکنش‌های بازآرایی مانند بازآرایی کلایزن اشاره کرد. واکنش جانشینی هسته‌دوستی دومولکولی در ردهٔ دوم قرار می‌گیرد چون مرحله تعیین‌کننده سرعت، دو مولکولی انجام می‌شود.